# Henry Brougham Guppy
Henry Brougham Guppy (diciembre de 1854, Falmouth-23 de abril de 1926, Martinica) fue un cirujano, naturalista, y botánico británico.
Se desempeñó como cirujano en las bases navales de la Marina Real Británica desde 1876 a 1885, en China y en Japón. De 1877 a 1880, estuvo embarcado en el HMS Hornet. En 1878, viaja a Corea. De 1881 a 1884, a bordo del HMS Lark , explorando las regiones occidentales del Pacífico. Estudió varios temas de la historia natural de las islas de Hawái y Fiji, como la formación de los arrecifes de coral. De 1903 a 1904, estudió la flora de la costa oeste de América del Sur.

## Algunas publicaciones
- 1879. William Good Guppy: his life and death at Erzeroum. Ed. Virtue. 92 pp.
- 1887. The Solomon Islands and Their Natives, dos volúmenes, Londres. Ed. S. Sonnenschein, Lowrey & Co. 384 pp.
- 1889. The Cocos-Keeling islands. 56 pp.
- 1890. Homes of family names in Great Britain. Ed. Harrison & Sons. 601 pp. Reeditó BiblioBazaar, LLC, 2009, 676 pp. en línea ISBN 1115610899
- 1890. The Polynesians and their plant-names. Ed. Harrison & Sons, Printers. 36 pp.
- 1890. The dispersal of plants as illustrated by the flora of the Keeling or Cocos Islands. 34 pp.
- 1903 - 1906. Observations of a Naturalist in the Pacific Between 1896 and 1899, dos volúmenes. Ed. Macmillan & Co. Ltd. Reeditó BiblioBazaar, 2010. 676 pp. ISBN 1145947085
- 1903. Plant-distribution from an old standpoint. 22 pp.
- 1912. Studies in Seeds and Fruits. Ed. Williams & Norgate. 528 pp.
- 1917. Plants, Seeds and Currents in the West Indies and Azores. Ed. Williams & Norgate. 531 pp.
- Charles C. Lacaita, Henry Brougham Guppy, Blanche Muriel Bristol. 1919. A revision of some critical species of Echium, as exemplified in the Linnean and other herbaria: with a description of Echium judaeum, a new species from Palestine. Ed. Linnean Soc. 120 pp.

## Honores
- Medalla linneana, en 1917

- Miembro en 1918, de la Royal Society

- La abreviatura «H.B.Guppy» se emplea para indicar a Henry Brougham Guppy como autoridad en la descripción y clasificación científica de los vegetales.[1]